# Val Fiorentina

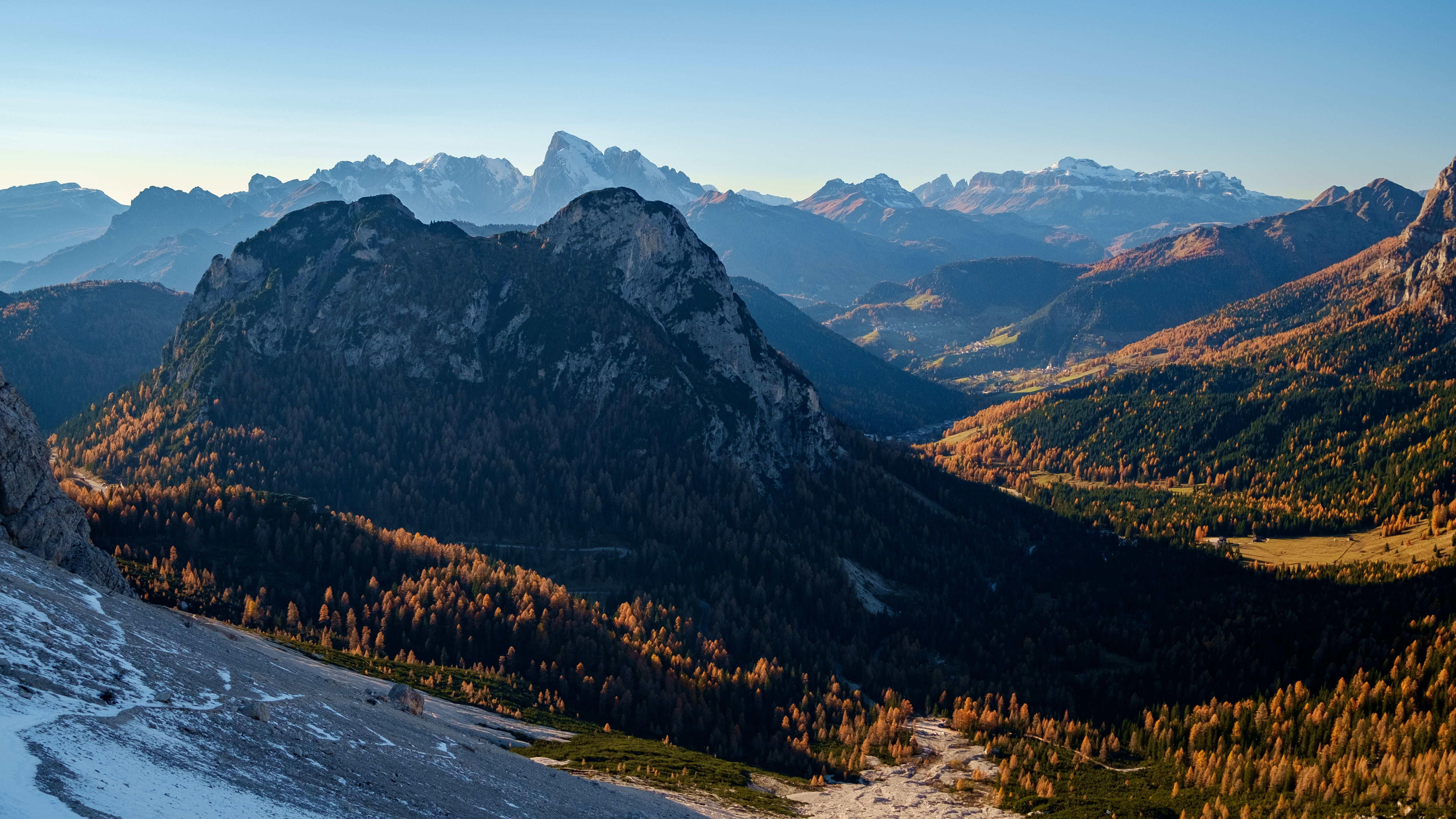
La valle vista da l'ovest

La Val Fiorentina (il toponimo, già indicato come Ferentina, ricorda la presenza di miniere di ferro, alcune attive sino al 1753) è una valle delle Dolomiti in provincia di Belluno, quasi interamente compresa nei comuni di Selva di Cadore e Colle Santa Lucia, parte nei comuni di Borca e San Vito di Cadore, con la popolazione che parla una forma di ladino.

## Descrizione
Lunga poco più di una decina di chilometri, attraversata dalla strada provinciale 251, la valle è solcata dal torrente omonimo che si immette nel Cordevole poco a nord di Alleghe. Risalendola, il primo abitato importante è Selva, sede comunale. Colle Santa Lucia si trova in posizione più elevata rispetto al corso del torrente e non è facile dire se è realmente inserita nella valle vera e propria (tanto più che, sino ad un secolo fa, faceva parte del Tirolo a differenza di Selva che era compresa nel Cadore). 
Proseguendo, si raggiunge il più importante centro turistico, Santa Fosca, e, poco oltre, l'abitato di Pescul, da cui partono le seggiovie del monte Fertazza, che consentono di accedere in estate e in inverno al punto panoramico della Cima del Monte Fertazza (m. 2.101). La Valle termina ai piedi del Pelmo, ma la SP 251 prosegue mettendola in comunicazione con lo Zoldano attraverso il Passo Staulanza. La valle è collegata, via sentiero, attraverso Forcella Pecol alla Val Posedera.
Dal punto di vista paesaggistico, la Valle è dominata dai massicci del Pelmo (3168 m, a est) e del Civetta (3220, a sud-est) ma è facile individuare verso ovest la Marmolada (3342 m) col suo ghiacciaio. A nord sorgono le aguzze cime (monte Cernera, Piz del Corvo) che nascondono gli alpeggi di Mondeval. Tra Selva e Colle Santa Lucia, sulla destra, vi è l'imbocco della Val Codalunga, che culmina con il Passo Giau.